# Lillian Hellman
Lillian Florence Hellman (Nueva Orleans, 20 de junio de 1905-Oak Bluffs, 30 de junio de 1984) fue una dramaturga y guionista de cine estadounidense. Conocida por su compromiso político con causas izquierdistas. Fue albacea de la escritora Dorothy Parker. Sus dramas atacaron con contundencia la injusticia, la explotación y el egoísmo, un género conocido como realismo social. 

## Biografía
Nació el 20 de junio de 1905 en Nueva Orleans (Luisiana) hija única de la familia formada por Julia Newhouse y Max Bernard Hellman, de origen judío alemán convertida al cristianismo y poblada de excéntricos y ávaros, que después aparecerían retratados en sus obras. Por motivos económicos, en 1911 la familia dejó Nueva Orleans y se trasladó a Nueva York. Desde los once años hasta los dieciséis, Lillian dividió su tiempo entre Nueva Orleans, en donde vivieron con dos hermanas del padre, y Nueva York.
Estudió en la Universidad de Columbia y en la Universidad de Nueva York. En 1924 empezó a trabajar para la prestigiosa editorial Boni & Liveright.
El 31 de diciembre de 1925 se casó con el escritor Arthur Kober y cinco años después se mudaron a Hollywood. En 1932, ya divorciada de Kober, conoció a Dashiell Hammett, comunista y autor de novelas policíacas, a quien permanecería sentimentalmente unida de manera intermitente hasta 1961, año de la muerte del escritor.
Falleció el 30 de junio de 1984 en Oak Bluffs en la isla Martha's Vineyard, Massachusetts.

### Actividades políticas
Sus actividades y relaciones izquierdistas condujeron a que fuera incluida en la lista negra de Hollywood en 1948, durante los primeros años de la caza de brujas liderada por el senador Joseph McCarthy. En 1952 se negó a testificar ante el Comité de Actividades Antiamericanas de la Cámara de Representantes (HUAC), a donde fue convocada como sospechosa de ser comunista. Según ella explicó, su negativa se debía no al temor por su propia seguridad ni por su renuencia a hablar de sus creencias o actividades, sino porque no podía nombrar a sus amistades y compañeros de trabajo y, al mismo tiempo, conservar su dignidad.

### Trayectoria profesional
Después de desempeñarse como crítica literaria y agente publicitaria, comenzó a escribir sus propias obras en la década de 1930.
Su carrera literaria se divide en dos periodos distintos: en una primera etapa, a partir de 1934, abordó la producción teatral; durante el segundo periodo, entre 1969 y 1980, escribió libros de memorias y alguna narración.
Su primer gran éxito fue el drama The Children's Hour de 1934, traducida al español como La calumnia, que trata sobre dos profesoras acusadas de lesbianismo. Protagonizada por Tallulah Bankhead, esta acusó a Hellman de comunista por defender la invasión de Finlandia y no volvieron a hablarse tras el estreno. La obra fue adaptada y llevada al cine en 1936 por William Wyler como These Three (Esos tres), pero realizó un cambio importante en el guion respecto a la obra por motivos de censura: en vez de ser una mujer que se enamora de la otra, en esta película se enamora del prometido de su amiga. La obra volvió a llevarse al cine por el propio William Wyler en 1961 como La calumnia, con Audrey Hepburn y Shirley MacLaine, esta vez manteniendo la historia original de la obra de teatro.

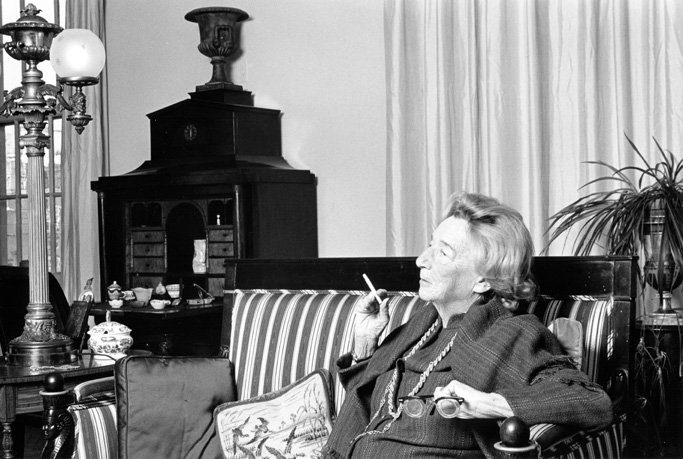
Lillian Helman retratada por Lynn Gilbert en 1977

Abordó las tremendas rivalidades internas de una aristocrática familia sureña en su obra The Little Foxes de 1939; fue llevada al cine por William Wyler con Bette Davis en el papel estelar (La loba), y más tarde fue adaptada por Marc Blitzstein a la ópera (Regina) y de nuevo en Watch on the Rhine de 1941, también con Bette Davis.
En 1957 colaboró con Leonard Bernstein en el libreto de Candide, la opereta del músico basada en Cándido, o el optimismo, una novela corta de Voltaire.
En 1969 publicó An Unfinished Woman, primera de sus tres autobiografías; seguida por Pentimento (llevada al cine como Julia, con Jane Fonda y Vanessa Redgrave); y en 1976 por Scoundrel Time.
Enseñó en Harvard y Yale y recibió el New York Drama Critics Circle Award y la medalla de oro de la Academy of Arts and Letters for Distinguished Achievement in the Theater.
La obra de teatro Cakewalk de Peter Feibelman está basada en su vida. El autor tuvo una larga relación con la escritora.

## Obras
- The Children's Hour (1934)
- The Dark Angel (1935)
- These Three (1936)
- Days To Come (1936)
- Dead End (1937)
- The Little Foxes (1939)
- Watch on the Rhine (1941)
- The Little Foxes (1941, guion)
- The North Star (1943)
- The Searching Wind (1944)
- Another Part of the Forest (1946)
- The Searching Wind (1946, guion)
- Montserrat (1949)
- The Autumn Garden (1951)
- Candide (1957)
- Toys in the Attic (1960)
- My Mother, My Father and Me (1963)
- The Big Knockover (prefacio) (1963)
- An Unfinished Woman: A Memoir (1969)
- Pentimento (memorias) (1973)
- Scoundrel Time (memorias) (1976)
- Maybe (1980)
- Three (1980)
- Eating Together: Recipes and Recollections (con Peter Feibleman) (1984)

## Premios y distinciones
Premios Óscar
| Año  | Categoría            | Película              | Resultado |
| ---- | -------------------- | --------------------- | --------- |
| 1942 | Mejor guion          | La loba               | Candidato |
| 1944 | Mejor guion original | La estrella del norte | Candidato |
| 1944 | Mejor guion          | Alarma del Rin        | Candidato |

#### Retrospectiva
En 2025 el Festival internacional de Cine de San Sebastián-Zinemaldia le dedica una retrospectiva integrada por 16 largometrajes estrenados entre 1935 y 1999 y presentará el libro monográfico Lillian Hellman. Ficción, memoria y compromiso.